# Annabelle Wallis
Annabelle Frances Wallis (Oxford, 5 de setembro de 1984) é uma atriz britânica. Ela é mais conhecida por interpretar Grace Burgess na série de televisão Peaky Blinders, Jenny Halsey em A Múmia e Mia em Annabelle.

## Biografia
Wallis nasceu em Oxford, na Inglaterra, mas passou grande parte de sua vida em Portugal. Frequentou a Escola Internacional de São Domingos em São Domingos de Rana, Cascais.
Ela fala fluentemente inglês e português. Annabelle também fala um pouco de francês e espanhol.

## Carreira
Em Portugal, ela fez algumas curtas-metragens antes de se mudar para Londres, para prosseguir uma carreira no cinema. Em Londres, fez alguns anúncios publicitários, estudou em escolas de teatro e aprendeu melhores pontos de atuar. Ela também fez um filme britânico chamado Jerhito. Em 1996, organizou a série televisiva Who Dares Wins. Quando o produtor-diretor de Bollywood Romesh Sharma foi a Londres para procurar uma estrangeira para o seu filme Dil Jo Bhi Kahey..., Wallis falou com o seu agente. Depois de duas audições, foi assinado o papel.
Dil Jo Bhi Kahey... explora os diferentes estratos sociais e culturais dos diferentes grupos étnicos na Maurícia. Os dois personagens do filme (Wallis e Karan Sharma) pertencem aos grupos étnicos franco-mauriciano e indo-mauriciano. No filme, ela desempenhou o papel de Sophie Besson, uma Católica Romana franco-mauriciana.
Em 2009, interpretou o papel da rainha Joana Seymour, uma das esposas do rei Henrique VIII de Inglaterra, na série de ficção histórica da Showtime, The Tudors. Em 2011, fez a personagem Amy em X-Men: First Class.
Em 2014 foi a protagonista no filme Annabelle, sucesso em poucos dias em bilheteria, além de uma rápida participação em Annabelle 2 de 2017.

## Filmografia

### Cinema
| Ano  | Título                           | Papel                                      |
| ---- | -------------------------------- | ------------------------------------------ |
| 2005 | Dil Jo Bhi Kahey                 | Sophie                                     |
| 2006 | True True Lie                    | Paige                                      |
| 2007 | Steel Trap                       | Melanie                                    |
| 2008 | Body of Lies                     | Namorada de Han                            |
| 2008 | Right Hand Drive                 | Ruth                                       |
| 2011 | W.E.                             | Arabella Green                             |
| 2011 | X-Men: First Class               | Amy                                        |
| 2012 | Branca de Neve e o Caçador       | Sara (não creditado)                       |
| 2013 | Hello Carter                     | Kelly                                      |
| 2014 | Annabelle                        | Mia Form                                   |
| 2015 | Sword of Vengeance               | Annabelle                                  |
| 2016 | Grimsby                          | Lina Smit                                  |
| 2016 | Come and Find Me                 | Claire                                     |
| 2017 | Mine                             | Jenny                                      |
| 2017 | King Arthur: Legend of the Sword | Maid Maggie                                |
| 2017 | A Múmia                          | Jenny Halsey                               |
| 2017 | Annabelle 2: Criação do Mal      | Mia Form (partipação)                      |
| 2018 | Tag                              | Rebecca Crosby                             |
| 2020 | Boss Level                       | Alice                                      |
| 2021 | The Silencing                    | Sheriff Alice Gustafson                    |
| 2021 | Maligno                          | Emily May / Madison "Maddie" Lake-Mitchell |
| 2021 | Noite Silenciosa                 | Sandra                                     |
| 2021 | Warning                          | Nina                                       |

### Televisão
| Ano                 | Título                             | Papel              | Notas                                     |
| ------------------- | ---------------------------------- | ------------------ | ----------------------------------------- |
| 2005                | Jericho                            | Lizzie Way         | Episódio: "A Matança de Johnny Swan"      |
| 2007                | Diana: Last Days of a Princess     | Kelly Fisher       | Telefilme                                 |
| 2009                | Ghost Town                         | Serena             | Telefilme                                 |
| 2009-2010           | The Tudors                         | Joana Seymour      | 5 Episódios                               |
| 2010                | The Lost Future                    | Dorel              | Telefilme                                 |
| 2011                | Pan Am                             | Bridget Pierce     | 4 Episódios                               |
| 2011                | Strike Back: Project Dawn          | Dana Van Rijn      | 2 Episódios                               |
| 2013-2014-2016-2019 | Peaky Blinders                     | Grace Burgess      | 11 Episódios                              |
| 2014                | Fleming: The Man Who Would Be Bond | Muriel Wright      | 2 Episódios                               |
| 2014                | The Musketeers                     | Ninon de Larroque  | Episódio: "Uma Mulher Rebelde"            |
| 2018                | Star Trek: Short Treks             | Zora               | Voz; Episódio: "Calypso"                  |
| 2019                | The Loudest Voice                  | Laura Luhn         | 6 Episódios                               |
| 2020                | Home Filme: A Princesa Prometida   | Princesa Buttercup | Episódio: "Capítulo Um: Como Você Deseja" |
| 2020–2021           | Star Trek: Discovery               | Zora               | Voz; 6 Episódios                          |

### Videoclip
| Ano  | Título                 | Artista       | Notas                     |
| ---- | ---------------------- | ------------- | ------------------------- |
| 2014 | Divine Love            | Victoria+Jean | Direção: Anita Fontaine   |
| 2016 | "Hymn for the Weekend" | Coldplay      |                           |
| 2019 | "U.n.I. (You & I)"     | Vários        | Canção de caridade UNICEF |